# Popkomm

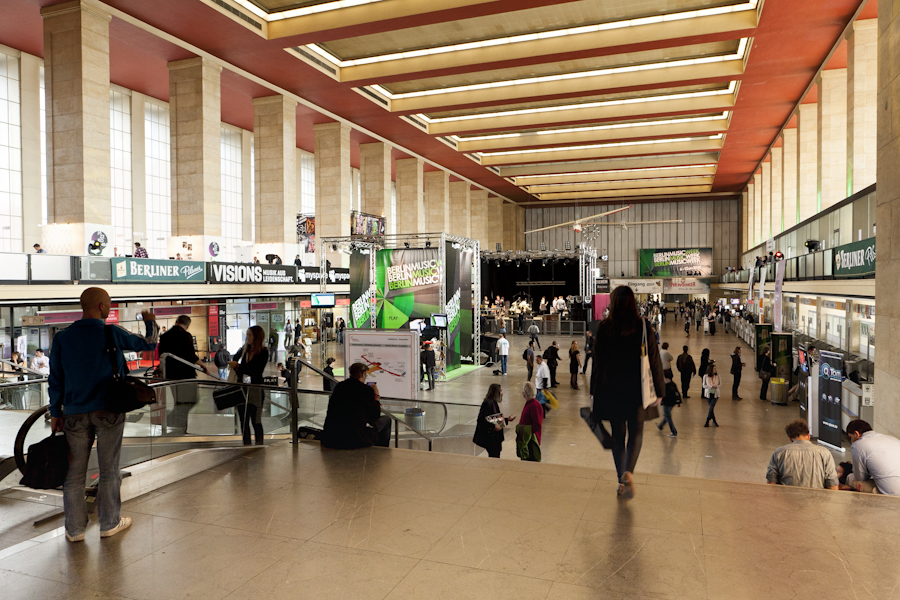
Popkomm.

Le Popkomm est un salon international annuel de la musique et du divertissement. Il s'appuyait sur un concept intégré de salon professionnel, de congrès et de festival. Il est organisé de manière indépendante à Cologne entre 1990 et 2003 et à Berlin entre 2004 et 2008. Entre-temps, le Popkomm y devient l'un des trois plus grands événements internationaux B2B de l'industrie musicale.

## Histoire

### Débuts
Au milieu des années 1980, les premiers salons de la musique initiés par Dieter Gorny, alors directeur du Rockbüro NRW à Wuppertal, ont lieu à la Börse de Wuppertal, à l'époque sans titre de manifestation. En 1989, le Popkomm est créé à Düsseldorf au centre culturel zakk dans le cadre du deuxième congrès pop rock de la Kulturpolitische Gesellschaft (Bonn), entre autres par Gorny. C'est le journaliste hambourgeois Rainer Jogschies qui lui donne son nom. À l'époque, il s'agissait encore d'une rencontre alternative d'initiés de la scène musicale, mais elle était déjà prévue comme lieu de communication pour les indépendants nationaux et la branche. En 1990, le Popkomm se tient pour la première fois à Cologne en tant que salon international de la branche. En 2003, le Popkomm est vendu au parc des expositions de Berlin. À Cologne, le festival c/o pop est fondé à partir de 2004 en réaction à la désaffection du Popkomm.
Le Popkomm était l'une des manifestations les plus importantes du secteur, qui donnait des impulsions économiques et culturelles.

### Annulation en 2009
Le 19 juin 2009, le salon est annulé à la surprise générale. La direction de Popkomm GmbH justifie cette décision par de faibles attentes de bénéfices en raison du mauvais nombre d'inscriptions. Dieter Gorny, fondateur de PopKomm, cite comme raison de l'annulation le vol continu de la propriété intellectuelle sur Internet ainsi que la perte de chiffre d'affaires qui en résulte pour les participants de la branche. Ce point de vue est immédiatement et fermement contredit par l'ancien directeur allemand d'Universal Music, Tim Renner. Le concept du salon est dépassé, explique Renner le jour même à la radio Deutschlandfunk, le salon ne fonctionnant plus car il sert de « célébration de l'autopromotion » d'un secteur qui « n'a en fait pas grand-chose à fêter parce qu'il ne maîtrise plus son modèle économique », en faisant référence à l'échec de la reconnaissance d'Internet comme futur canal de distribution.
Nombreux sont ceux qui ont interprété l'annulation du salon par Gorny comme un appel à l'aide de l'industrie au gouvernement fédéral pour qu'il mette en place des lois similaires à celles de la France, dans lesquelles les internautes peuvent se voir interdire leur connexion Internet pour une durée pouvant aller jusqu'à un an en cas de violations répétées des droits d'auteur, sans réserve ni procédure judiciaire (cf. la loi Hadopi). Le journaliste hambourgeois Rainer Jogschies, ancien collègue de Renner à la NDR et au magazine tango, critique l'annulation dans une lettre à Gorny en tant qu'homonyme de Popkomm et co-responsable de sa conception.